# Alex McCalla
Alex Frederick McCalla (* 21. April 1937 in Edmonton) ist ein kanadischer Agrarökonom. Er ist Professor emeritus der University of California, Davis.

## Leben
Nach dem High-School-Abschluss 1954 arbeitete er drei Jahre auf dem Milchvieh- und Getreidebetrieb seiner Familie in Bremner (bei Edmonton). Von 1957 bis 1961 studierte er Agrarwissenschaften (B.Sc.) an der University of Alberta. Während seines Studiums war er in einem Debattierclub und war Präsident der Studierendenvertretung. Nach dem Bachelor studierte er Wirtschaftswissenschaften (M.A., 1963). Seinen Ph.D. in Agrarökonomie erhielt er 1966 von der University of Minnesota. Im selben Jahr kam er als Juniorprofessor nach Davis.
Seit den 1970er Jahren berät er die Consultative Group on International Agricultural Research.
1994 ging McCalla als Professor in Davis in den frühen Ruhestand und wurde Direktor der Abteilung für Landwirtschaft und natürliche Ressourcen der Weltbank. 1999 ging er in den Ruhestand.

## Arbeit
McCalla lehrte Mikroökonomik, Agrar- und Handelspolitik und Entwicklung. Seine Forschungsinteressen sind der internationale Agrarhandel, die internationalen Auswirkungen der US-Agrarpolitik, Landwirtschaft und Entwicklung sowie Welternährungspolitik.

## Veröffentlichungen
- Alex McCalla (1999): Prospects for food security in the 21st Century: with special emphasis on Africa. Agricultural Economics 20: 95–103.
- Alex McCalla (2009): World Food Prices: Causes and Consequences. Canadian Journal of Agricultural Economics 57: 23–34.
- Hans Binswanger-Mkhize & Alex F. McCalla (2010): The Changing Context and Prospects for Agricultural and Rural Development in Africa. In (Prabhu Pingali & Robert Evenson, Hrsg.): Handbook of Agricultural Economics Volume 4: 3571–3712.